# Joseph Meng Ziwen
Joseph Meng Ziwen (chiń. 孟子文; pinyin Mèng Zǐwén; ur. 19 marca 1903 w Hengling, region Kuangsi, zm. 7 stycznia 2007 w Guigang, Kuangsi) – chiński duchowny katolicki, arcybiskup nanniński.
Urodził się w rodzinie niekatolickiej, chrzest przyjął w młodości. W wieku 15 lat przyjechał do Nanningu i kształcił się w niższym seminarium duchownym (kolegium łacińskim). Dalsze studia seminaryjne odbył w Penangu (obecnie Malezja), święcenia kapłańskie przyjął w 1935. Po dojściu do władzy Komunistycznej Partii Chin został uwięziony i oskarżony o sprzyjanie Kuomintangowi. Zwolniony po kilku latach w 1957, powrócił do pracy duszpasterskiej, a także praktyki medycznej z wykorzystaniem tradycyjnych chińskich metod leczniczych. W kolejnych latach poddawany był dalszym represjom, w okresie rewolucji kulturalnej trafił do obozu pracy przymusowej. Wolność odzyskał w 1970 ze względu na podeszły wiek.
W latach 80. zabiegał o odzyskanie przez katolików świątyń, dbał także o powołania duchowne i zakonne młodzieży katolickiej. W 1984 przyjął z nominacji Watykanu godność biskupa Nanningu; jego tytuł biskupi nie został uznany przez władze rządowe. Był aktywnym duszpasterzem niemal do końca życia, także po ukończeniu 100 lat.